# Gilberto Angelucci
Gilberto Angelucci (Portuguesa, 7 agosto 1967) è un allenatore di calcio ed ex calciatore venezuelano.

## Palmarès

### Giocatore

#### Competizioni nazionali
- Campionato venezuelano: 2

Deportivo Táchira: 1986
UA Maracaibo: 2005
- Copa Venezuela: 1

Deportivo Táchira: 1986
- Campionato argentino: 1

San Lorenzo: Clausura 1995